# Злотополе (Мазовецьке воєводство)
Злотополе (пол. Złotopole) — село в Польщі, у гміні Рацьонж Плонського повіту Мазовецького воєводства.
Населення — 92 особи (2011).
У 1975-1998 роках село належало до Цехановського воєводства.

## Демографія
Демографічна структура станом на 31 березня 2011 року:
|          | Загалом | Допрацездатний вік | Працездатний вік | Постпрацездатний вік |
| -------- | ------- | ------------------ | ---------------- | -------------------- |
| Чоловіки | 48      | 10                 | 34               | 4                    |
| Жінки    | 44      | 11                 | 23               | 10                   |
| Разом    | 92      | 21                 | 57               | 14                   |